# Graur de Madagascar
Graurul de Madagascar (Hartlaubius auratus) este o specie de graur din familia Sturnidae. Este o pasăre endemică în Madagascar.
Plasat în mod obișnuit în genul monotipic Hartlaubius, grarul de Madagascar este uneori plasat și în genul Saroglossa (ca Saroglossa aurata), care altfel conține doar grarul cu aripi pătate (S. spilopterus).